# Dioptis vacuata
Dioptis vacuata är en fjärilsart som beskrevs av W. Warren 1905. Dioptis vacuata ingår i släktet Dioptis och familjen tandspinnare. Inga underarter finns listade i Catalogue of Life.